# 奥萨-塞苏拉斯
奥萨-塞苏拉斯（/ˈo.θɐ.θeˈsu.ɾɐs/）是西班牙加利西亚自治区拉科鲁尼亚省的一个市镇，下辖25个堂區。它成立于2013年，由奥萨德洛斯里奥斯和塞苏拉斯两个市镇合并而成。

## 历史
2012年3月，为简化市镇地图，奥萨德洛斯里奥斯和塞苏拉斯的合并事宜被提上议程。2013年1月11日，合并议案得到了各自市镇府的正式批准。
2013年6月6日，合并议案得到了加利西亚自治区政府的批准，相关法令发布在6月18日的《国家官方公报》上。

## 图集

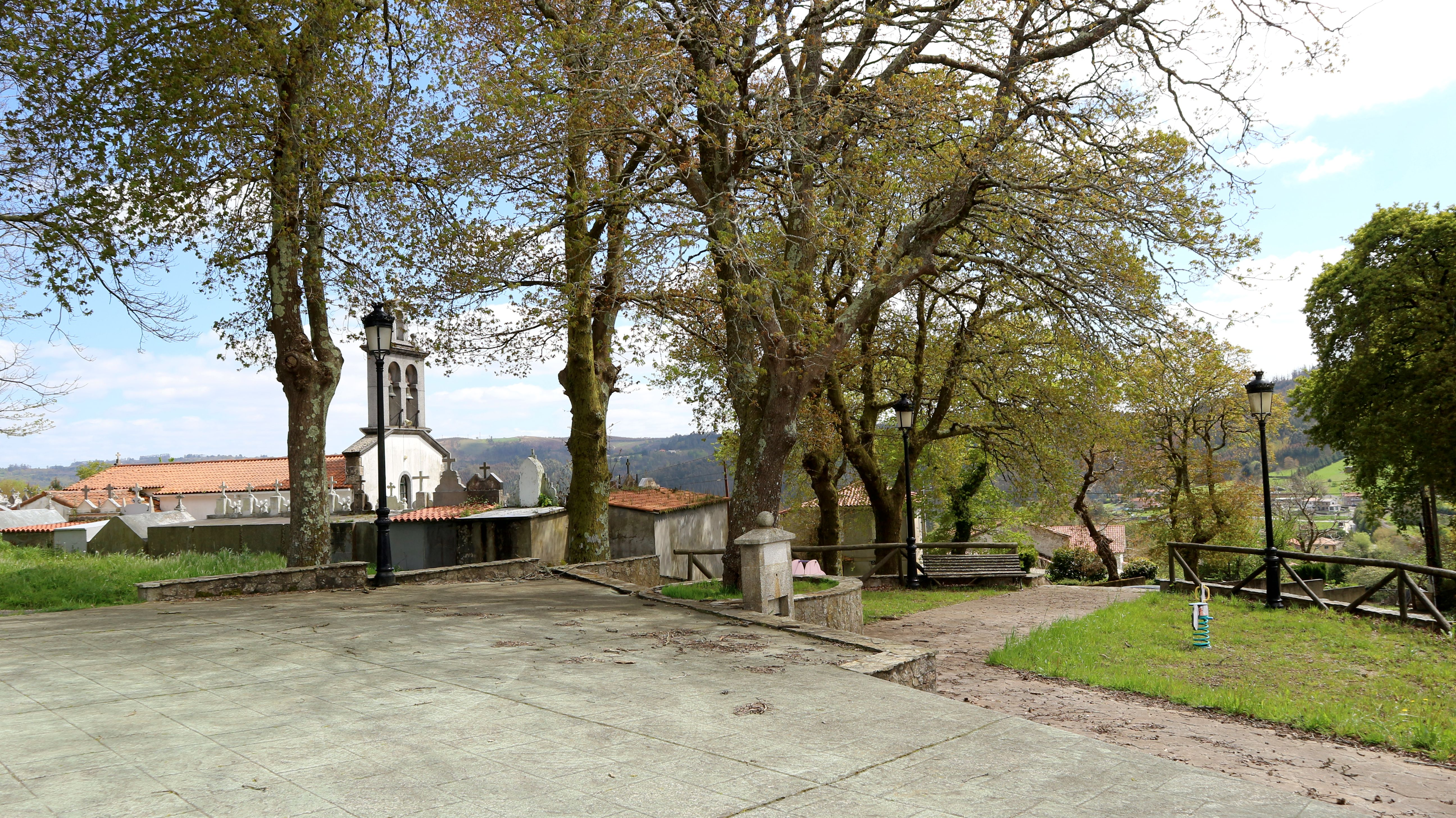
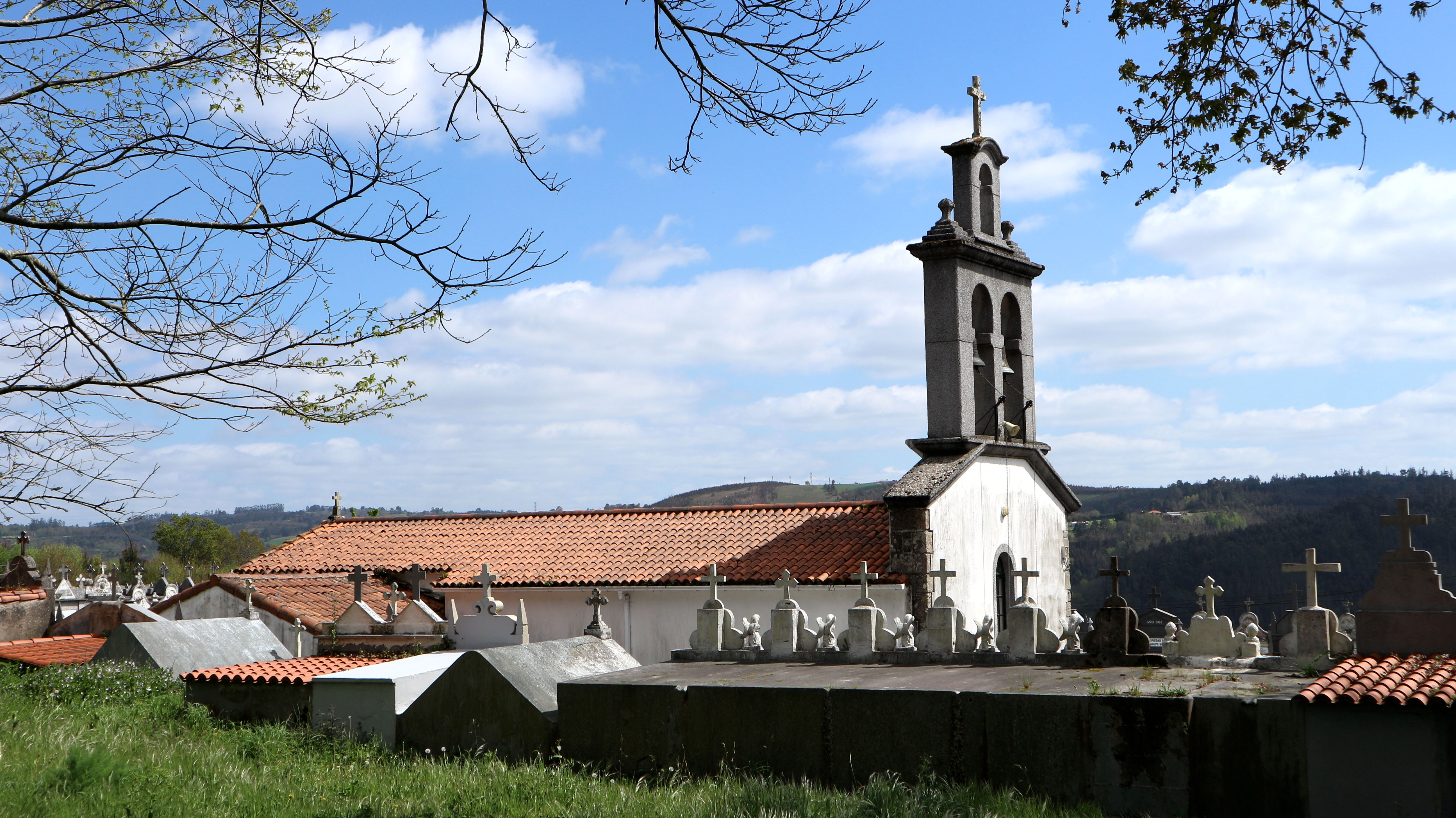
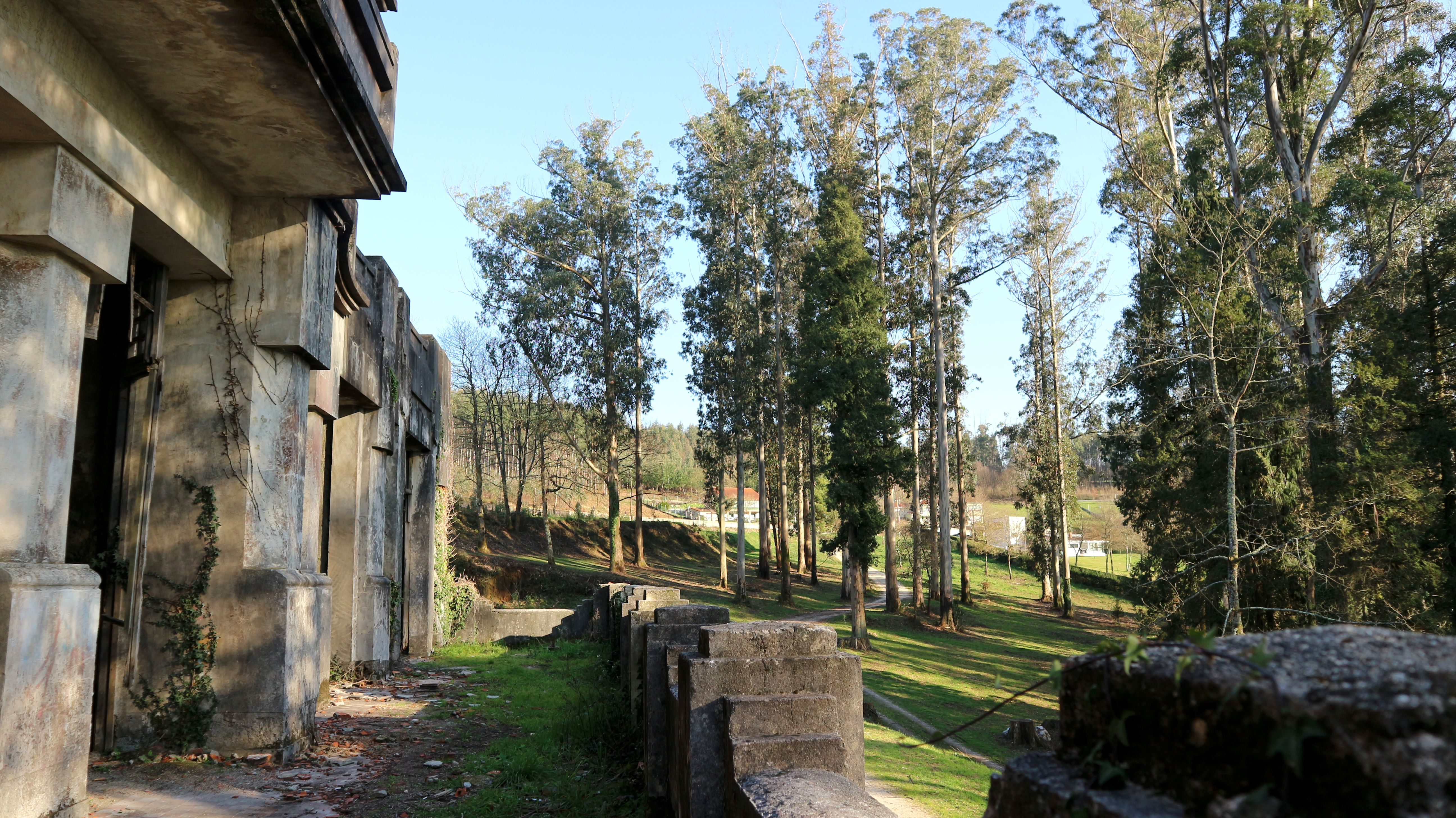

## 人口
| 奥萨-塞苏拉斯历史人口变化图 |
|                             |
| 来源：西班牙国家统计局      |